# SQL CLR
SQL CLR (SQL Common Language Runtime) 是自 SQL Server 2005 才出現的新功能，它將.NET Framework中的CLR服務注入到 SQL Server 中，讓 SQL Server 的部份資料庫物件可以使用 .NET Framework 的程式語言開發（目前只支援VB.NET和C#），包括預存程序、使用者自訂函數、觸發程序、使用者自訂型別以及使用者自訂彙總函數等功能。

## 架構
SQL CLR 是利用 .NET Framework 中的 Hosting（裝載） 特性所實作的版本，這個功能讓 SQL Server 中可以安裝 .NET Framework 的組件，經由實作 ADO.NET 2.0 中所開放的 Microsoft.SqlServer.Server 命名空間中的.NET中介資料，來獲得 SQL Server 資料庫物件的能力：
- 預存程序：SqlProcedureAttribute。
- 使用者函數：SqlFunctionAttribute。
- 觸發程序：SqlTriggerAttribute。
- 使用者自訂彙總：SqlUserDefinedAggregate。
- 使用者自訂型別：SqlUserDefinedType。

SQL CLR 的組件在發展完成後，需要使用 CREATE ASSEMBLY 指令將組件安裝到 SQL Server 中，然後使用相對應的 DDL 指令將組件中開放的函數引入資料庫物件中，才能在 SQL 指令中叫用。
```
CREATE
 
ASSEMBLY
 
SQLCLRTest

FROM
 
'C:\MyDBApp\SQLCLRTest.dll'

WITH
 
PERMISSION_SET
 
=
 
SAFE

```

## 安全性
對於 SQL Server 來說，SQL CLR 組件是一種外部程式碼，所以在 SQL Server 預設的安裝組態中，SQL CLR 是被封鎖不可以使用的，若要使用它，必須要先將它打開：
```
EXEC
 
sp_configure
 
'clr enabled'
,
 
1
;

```

而對於 SQL CLR 組件本身，SQL Server 也做了三重的防護：
- SAFE：只有最少的權限可以執行，不可存取外部資源與外部程式碼。
- EXTERNAL_ACCESS：可以存取外部資源，像是檔案、登錄資料庫、網路資源等。
- UNSAFE：可以無限制的存取外部資源，連 Win32 API 等都可以呼叫。

在大多數的情況來說，使用 SAFE 即可以正常使用組件，除非是要存取外部檔案才使用 EXTERNAL_ACCESS，只有在特殊的情況下（例如要呼叫外部的商業邏輯元件）時，才會啟用 UNSAFE 層次。

## 範例
下列範例為使用 C# 開發 SQL Server 使用者函數的程式碼：
```
[Microsoft.SqlServer.Server.SqlFunction]

public
 
static
 
SqlString
 
HashPasswordString
(
SqlString
 
HashString
)

{

    
SHA384Managed
 
hashAlgorithm
 
=
 
new
 
SHA384Managed
();

    
byte
[]
 
srcPassword
 
=
 
System
.
Text
.
Encoding
.
ASCII
.
GetBytes
(
HashString
.
Value
);

    
byte
[]
 
destPassword
 
=
 
null
;

    
string
 
hashedPasswordString
 
=
 
null
;

    
destPassword
 
=
 
hashAlgorithm
.
ComputeHash
(
srcPassword
);

    
hashedPasswordString
 
=
 
System
.
Text
.
Encoding
.
ASCII
.
GetString
(
destPassword
);

    
hashAlgorithm
 
=
 
null
;

    
return
 
new
 
SqlString
(
hashedPasswordString
);

}

```

將組件安裝到 SQL Server 的指令碼為：
```
CREATE
 
ASSEMBLY
 
MyAssemblyLibrary
 
FROM
 
'MySQLCLR.dll'
 
WITH
 
PERMISSION_SET
 
=
 
SAFE

```

將此函數引入 SQL Server 中的 DDL 指令碼為：
```
CREATE
 
FUNCTION
 
dbo
.
HashPassword

(

   
@
PasswordString
 
varchar
(
4000
)

)

RETURNS
 
varchar
(
4000
)

EXTERNAL
 
NAME
 
[
MyAssemblyLibrary
]
。
[
MySQLCLR
]
。
[
HashPasswordString
]

```

安裝並引入後，即可如一般的 SQL 函數方式使用：
```
SELECT
 
dbo
.
HashPassword
(
'mypassword'
)
 
-- 回傳 mypassword 被雜湊後的值。

```